# Maghadena betsileo
Maghadena betsileo är en fjärilsart som beskrevs av Pierre E.L. Viette 1960. Maghadena betsileo ingår i släktet Maghadena och familjen nattflyn. Inga underarter finns listade i Catalogue of Life.